# 382 a.C.

## Eventos
- Lúcio Papírio Crasso, Espúrio Papírio Crasso, Caio Sulpício Camerino, Sérvio Cornélio Maluginense, pela terceira vez, Quinto Servílio Fidenato e Lúcio Emílio Mamercino, pela quinta vez, tribunos consulares em Roma.

## Nascimentos
- Filipe II da Macedónia, rei da Macedónia